# Phobia (personaggio)
Phobia, il cui vero nome è Angela Hawkins III, è un personaggio dei fumetti DC Comics, una supercriminale avversaria dei Teen Titans. Creata da Marv Wolfman e George Pérez, la sua prima apparizione è in  New Teen Titans n. 14 (dicembre 1981).

## Biografia del personaggio
Nata in una famiglia aristocratica britannica con il potere di fare vivere alle sue vittime le loro peggiori paure, Angela Hawkins III fu una "mela marcia" che rifiutò ogni aiuto dalla sua famiglia.
Quando il Cervello (DC Comics)Cervello arrivò a Londra per reclutarla nella riformazione della Confraternita del Male, Angela acconsentì immediatamente. Si unì alla squadra sperando di sopraffare le sue paure mettendo a nudo quelle degli altri. A volte, l'odio verso l'uomo si faceva strada dentro di lei. Infatti Angela soffriva della paura di restare da sola. Phobia e la Confraternita del Male si confrontarono numerose volte contro i Teen Titans.
Phobia viaggiò in Nuova Zelanda e nel corso di numerosi assassinii, incontrò il supereroe animale Diavolo Tazmaniano. Sentendo le sue tendenze assassine, Tas e la sua Nuova Zelanda assoldarono Raylene Mackenzie per tenerla sott'occhio. Ci fu una battaglia. Tas fu inizialmente immune ai poteri di Phobia, poiché la sua natura animale era quasi in superficie. Lei scavò molto in fondo, però, scoprendo la paura che lui aveva per la sua madre abusiva e dominante. Tas rivisse un particolare incidente dove suo padre fu degradato e colpito. Raylene tentò di aiutarlo, ma anche lei dovette combattere contro la sua stessa paura -l'affogamento. Nonostante ciò, lavorando insieme, riuscirono a sconfiggerla, con un colpo alla testa.
Un successivo incontro con Raven costrinse Phobia a confrontarsi con le proprie paure, che derivavano dai rapporti difficili con suo padre, Lord Hawkins, quand'era bambina. Sembrò che Phobia avesse abbandonato le sue manie da criminale dopo questo incontro.
Durante Crisi sulle Terre infinite, le fu dato il potere di torturare mentalmente i membri legati ed imbavagliati della Famiglia Marvel. Fu successivamente sconfitta dietro le quinte, quando Atomo mise il bavaglio dalla bocca di Billy Batson, permettendogli così di trasformarsi nel Mortale Più Potente della Terra.
Phobia riemerse successivamente con la Confraternita, ora rinominata la Società del Peccato. Accettò anche l'invito di unirsi alla Società segreta dei supercriminali in Villains United n. 1, anche perché coloro che non accettavano venivano decapitati. Phobia fu poi vista come membro della Lega dell'ingiustizia e fu una dei criminali che comparvero in Salvation Run.
Phobia comparve in due storie di Manhunter, prima come una dei super criminali reclutati dal Calcolatore per fare uscire allo scoperto il Ladro di Ombre. In questa storia, finì per imbattersi in Kate Spencer e ne risvegliò la paura di poter causare la morte di suo figlio, Ramsey (che al momento era ricoverato in un ospedale in convalescenza dalle ferite riportate in seguito all'incontro con lo staff di Kate). Il Manhunter possedeva uno scudo contro gli attacchi mentali, nel costume, però, che le permise di battere Phobia in un combattimento alla LA District Courthouse. Nella sua seconda comparsa, Phobia assistette il padre di Kate in alcune pratiche mediche illegali. Manhunter seguì le tracce di suo padre fino ad incontrare Phobia al primo piano della casa che i due stavano occupando. Dopo una veloce battaglia, Kate la sconfisse di nuovo.
Fu una dei criminali inviati a riteovare la carta Get Out of Hell (dall'inglese, "Vattene dall'Inferno") dai Segreti Sei. Dopo Crisi finale, Phobia fu vista come membro della Società dei Super Criminali di Cheetah. In un recente numero di Wonder Woman, fu attaccata da uno degli ultimi nemici di Wonder Woman, il Genocida.
Phobia sopravvisse all'incontro con il Genocida, visto che la si vide attaccare i membri rimanenti dei Titans dopo gli eventi di Justice League: Cry for Justice. Fece infiltrare i Titans a New York, utilizzando prima le abilità di Cyborg utilizzando le sue abilità per fargli rivivere il massacro dei suoi compagni della Titans East, e poi sconfiggendo Starfire facendole vivere la sua paura di essere da sola.

## Poteri e abilità
I poteri psichici naturali di Phobia le permettono di avere un controllo completo e totale dei centri della paura della mente umana. È capace di sondare la psiche delle sue vittime, scoprendone le paure più profonde e manifestando tali paure nelle loro menti con delle illusioni, che li consumano di terrore.

## Altri media
In Teen Titans, Phobia comparve nella quinta stagione come una dei criminali portata nella Confraternita del Male dai suoi componenti principali nell'episodio "Homecoming (part. 2)". Comparve nella battaglia finale contro i Titans in "Titans Together" e fu poi congelata nella base della Confraternita. Phobia fu anche nell'ultimo numero di Go! di Teen Titans n. 55. Comparve nella Torre dei Titans a disturbare i sogni della squadra in incubi al fine di paralizzarli con le loro paure. Una volta che tutti e cinque i Titans furono paralizzati, Phobia contattò la Confraternita del Male per rapportare il successo, ma Silkie fece scattare un allarme, così da svegliare gli eroi.